# Пигулино
Пигу́лино — деревня в Смоленской области России, в Холм-Жирковском районе. Расположена в северной части области в 18 км к юго-востоку от Холм-Жирковского, на правом берегу реки Вязьмы, при впадении в неё реки Лужни у автодороги Холм-Жирковский — Вязьма.
Население — 220 жителей (2007 год). Административный центр Пигулинского сельского поселения.

## История
В начале XIX в. титулярный советник Б. М. Лыкошин приобрел д. Петрищево, рядом с ней построил свою усадьбу. В 1812 г. он заложил здесь каменный четырехстолпный храм, который в связи с войной 1812 г. смог достроить лишь в 1819 г. Церковь была освящена во имя Ахтырской Божией Матери, отчего новое село и получило название Ахтырка (Ахтырское), а лежащая рядом д. Петрищево стала называться Пигулином. В 1861 г. была образована Ахтырская волость. К этому времени в Ахтырке построили еще одну церковь — Михеевскую. До наших дней уцелел лишь Ахтырский храм. Это оригинальное сооружение зрелого классицизма, построенное на средства надворного советника Б. М. Лыкошина. Храм стоит при въезде в село и представляет собой невысокий четверик, завершенный широким барабаном с куполом и фигурной главкой. Представляет интерес полукруглая апсида с двухколонным портиком. Росписи в стиле классицизма, иконостас сборный составлен из икон конца 19-начала 20 вв.

## Достопримечательности
- Обелиск на братской могиле 307 воинов Советской Армии, погибших в 1941—1943 гг.
- Памятник архитектуры: Церковь Духовская, 1819 (храм, колокольня, трапезная).